# Hacienda Mozanga

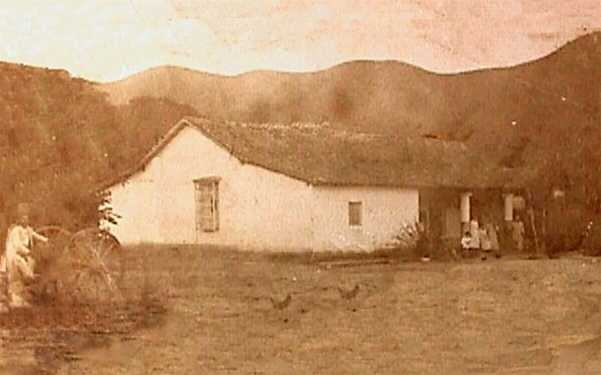
Casa de la Hacienda Mozanga en 1900.

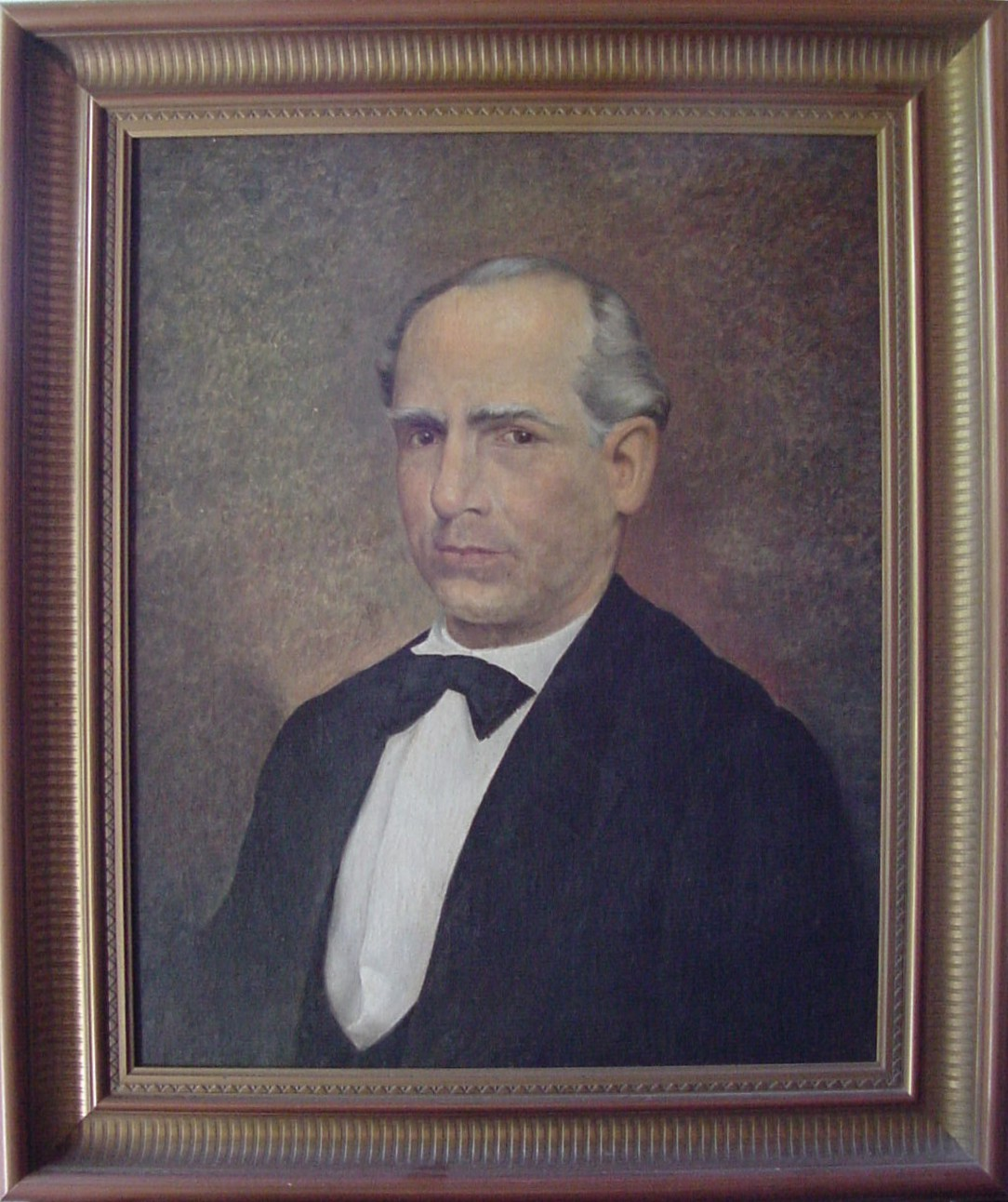
General Don Venancio RODRÍGUEZ FÁBREGAS (¿? - 1891) en cuadro al óleo original de Juan Antonio Michelena; adquirió la Hacienda Mozanga en diciembre de 1890.

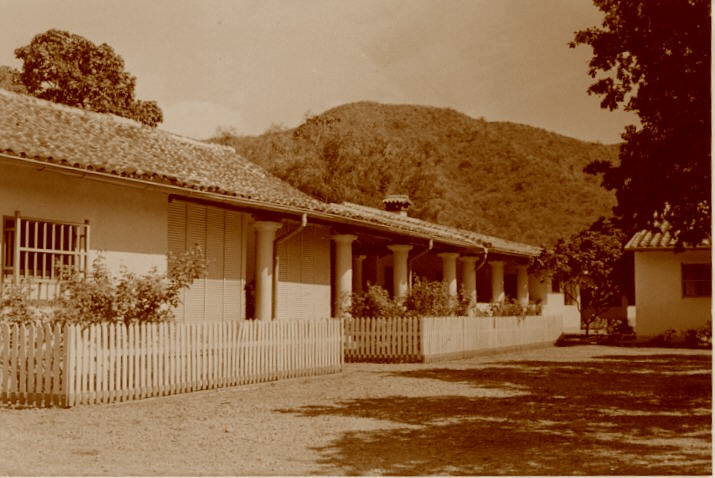
Casa de la Hacienda Mozanga en 1956.

La Hacienda Mozanga estuvo ubicada en las cercanías de la ciudad de Valencia, en el estado Carabobo (Venezuela), exactamente en las coordenadas 10º 13' 04.7"N - 67º 55' 05.3"W. Desde los tiempos de la colonia hasta la década de 1970 fue una importante hacienda agraria y pecuaria cuyos productos suplían principalmente el mercado de la ciudad de Valencia.

## Historia
La población más cercana a la hacienda Mozanga es Los Guayos, cuya historia relata que era una comunidad indígena tan antigua como sus vecinas Guacara y San Diego, comenzado como éstas bajo Doctrina de Indios. Luego fueron convertidas en pueblos por el gobernador Francisco Berroterán el 20 de febrero de 1694. La comunidad indígena de Los Guayos, antes de la fundación como pueblo por los españoles, era dirigida por el cacique Mozanga. El lindero sur de la hacienda Mozanga decía textualmente "Tierras que son o fueron de los indios"; hoy día todas esas tierras al sur están ocupadas por urbanizaciones e industrias. 

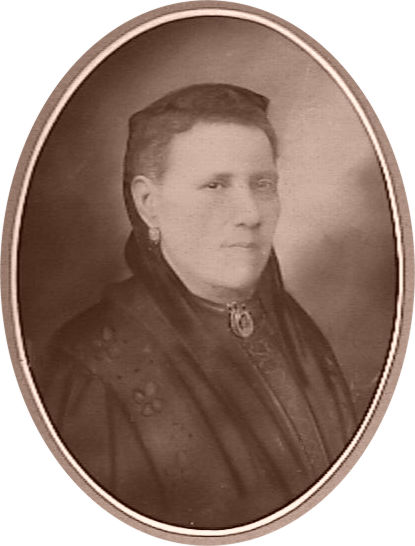
Doña Carmen López de Rodríguez.

Las tierras de la hacienda Mozanga están al pie de la cordillera de la Costa y al norte del lago de los Tacarigua, conocido ahora como Lago de Valencia. No hay fechas ciertas sobre cuándo se iniciaron allí las actividades agropecuarias o cuándo se fundó la hacienda. Se sabe que fue fundada en la colonia, posiblemente a mediados del siglo XVIII. La hacienda pasó por varios propietarios hasta que el 15 de diciembre de 1890 fue adquirida por el general Don Venancio Rodríguez Fábregas y según el documento de compra, ya para esa fecha estaba construida la casona que aún hoy se mantiene en pie. El general Venancio Rodríguez Fábregas falleció en 1891 y dejó la hacienda vendida con pacto de retracto por un lapso de 5 años. Su viuda, Doña Carmen López de Rodríguez logró pagar el pacto de retracto el último día del lapso previsto y con ello rescató la hacienda que se mantuvo productiva y en manos de sus descendientes hasta finales del siglo XX. Sus propietarios fueron sucesivamente, luego de Doña Carmen López de Rogríguez, su hija Luisa Rodríguez López, luego la sobrina de esta Sara Juliana Oria Rodríguez (1896-1992) y por último, los sobrinos de esta Luis Ramón Ocando Oria (1925-2000) y Antonio José González Oria (1927-2005).

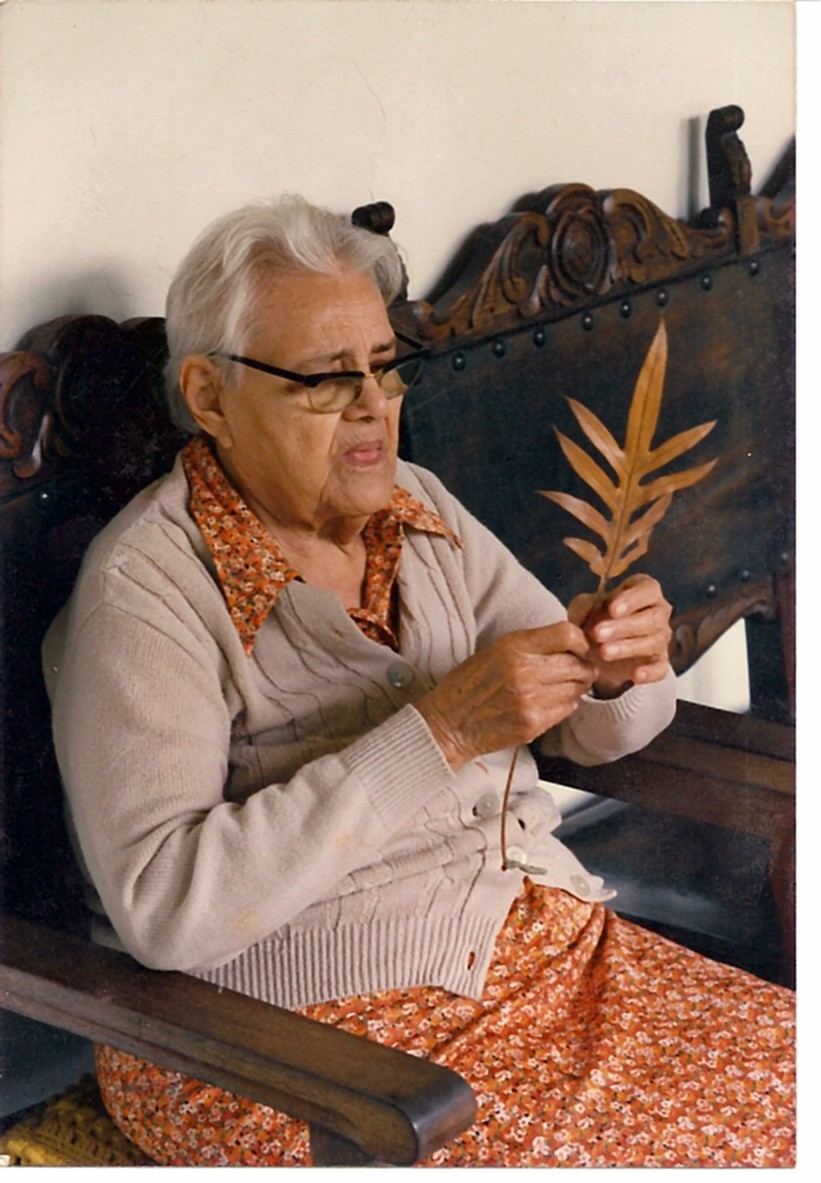
Srta. Sara Juliana Oria Rodríguez (1896-1992), propietaria de la hacienda Mozanga hasta 1976. Murió a los 96 años en la misma habitación donde nació, en la vieja casa de la hacienda.

Desde mediados de la década de los años 70, las tierras de la hacienda pasaron a formar parte de la zona industrial de la ciudad de Valencia y desaparecieron las actividades agrícolas y pecuarias; igual que muchas otras haciendas que sustentaron la población desde la época de la colonia. Los mejores suelos de Venezuela que son los de los valles que rodean el Lago de Valencia han sido ocupados por el creciente urbanismo y desarrollo industrial del centro del país.

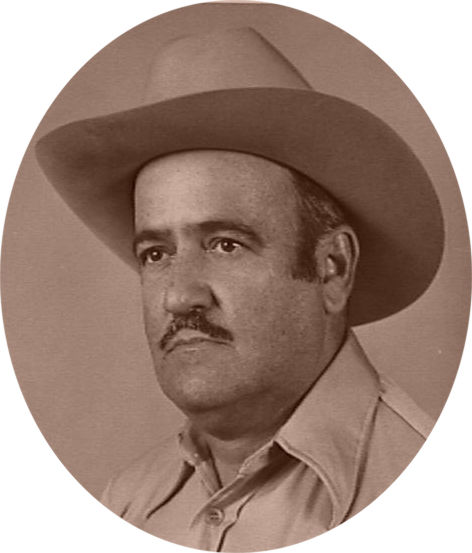
Don Antonio José González Oria, administrador de la hacienda desde 1950 hasta 1974 y copropietario desde 1976 hasta 2005.

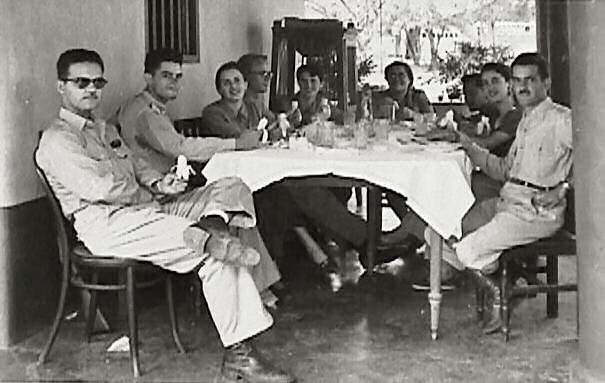
Reunión de la Sociedad de Ciencias Naturales La Salle en la hacienda Mozanga en 1953.

## Producción
Desde la colonia hasta finales del siglo XX, en la hacienda Mozanga se produjeron los siguientes rubros, siguiendo más o menos un orden cronológico:
- Añil.
- Cal.
- Leña.
- Maíz.
- Leche y sus derivados queso, mantequilla y suero.
- Carne de res.
- Cítricos.
- Frutales diversos (lechosa, aguacate, guanabana, riñón, mango, guayaba, pomagás y otros).
- Sorgo (1968 y 1969).
- Caraotas.
- Soya (1968): Mayor superficie plantada de soya en Venezuela en ese año (100 ha).
- Huevos.
- Aves de corral de razas puras.[1]
- Conejos de razas puras.
- Caballos de carrera.
- Heno.
- Granzón.
- Arcilla para alfarería.
- Tomate.
- Cebolla.
- Berenjena.
- Repollo.
- Pimentón.
- Algodón
- Carne ovina.

Las aves de corral y conejos de razas puras de la hacienda Mozanga, durante la administración de Don Antonio González Oria, eran unos de los atractivos más exitosos de las célebres ferias Exposición Agropecuaria Nacional entre los años 1956 y 1960, donde obtuvieron los primeros lugares en las competencias.

## Actualidad

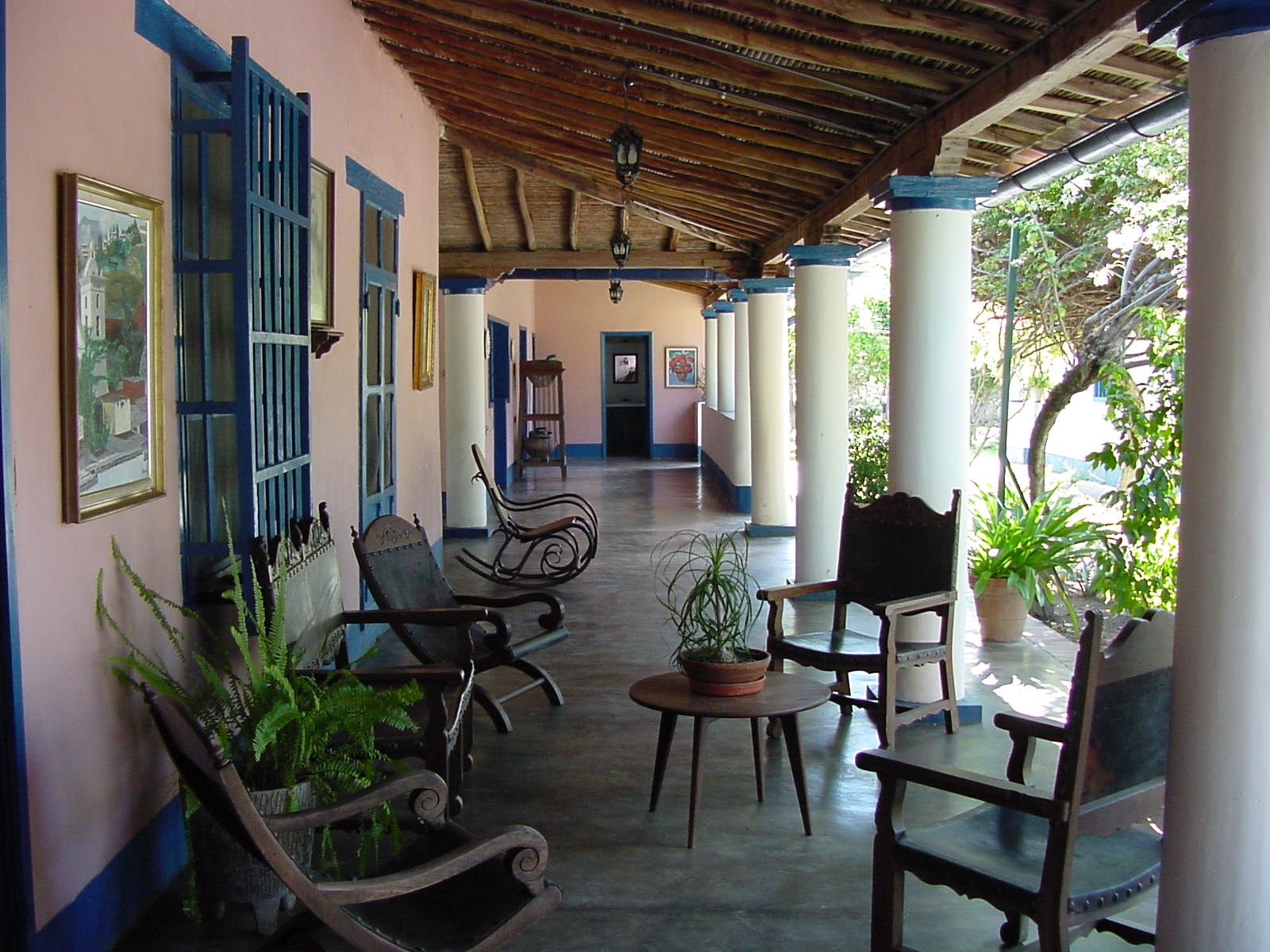
Corredores de la Hacienda Mozanga en 1998.

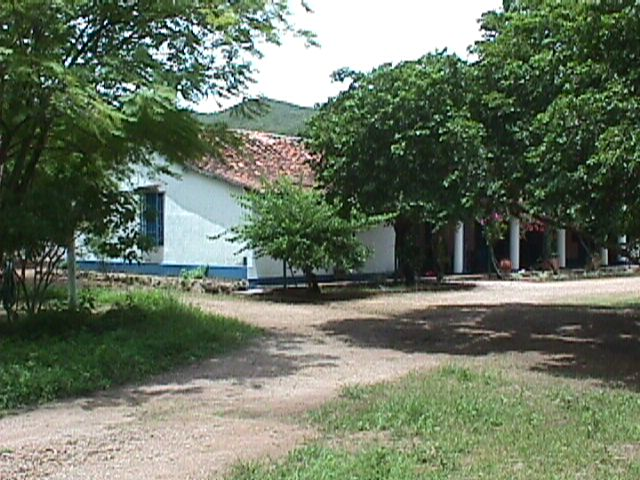
Casa de la Hacienda Mozanga en 1998.

Actualmente el valle de la antigua hacienda Mozanga está en plena construcción de la que será la Estación Aduanal del Ferrocarril del Centro que irá desde el principal puerto de importaciones industriales de Venezuela (Puerto Cabello), hasta las zonas industriales de las ciudades de Valencia, Maracay y Cagua. La vieja casona de la hacienda está aún en pie, pero de la actividad agropecuaria no queda ni el rastro... El progreso avanza, las fronteras caen, la naturaleza cede y sus espacios son ocupados... Como dijo el Jefe indio Seattle: "¿Dónde está el matorral? Destruido. ¿Dónde está el águila? Desapareció. Termina la vida y empieza la supervivencia".